# Han Myung-woo
Han Myung-woo (koreanisch 한명우; * 21. November 1956 in Dangjin) ist ein ehemaliger südkoreanischer Ringer.

## Karriere
Han belegte bei den Weltmeisterschaften 1982 den neunten und 1985 den sechsten Platz im Weltergewicht. Bei den Olympischen Spielen 1984 in Los Angeles wurde er Sechster, ehe ihm 1986 bei den Asienspielen der Durchbruch gelang – er gewann Gold im Weltergewicht.
Seinen größten Erfolg feierte Han bei den Olympischen Spielen 1988 in Seoul, wo er in der Mittelgewichtsklasse die Goldmedaille gewann.
Nach dem Ende seiner aktiven Laufbahn arbeitete Han als Kommentator für die koreanische Rundfunkanstalt KBS und engagierte sich im koreanischen Ringerverband.